# 지주막낭종
지주막낭종(Arachnoid cyst)은 지주막 세포와 콜라겐으로 덮인 뇌척수액으로, 뇌 표면과 두개골 기저부 사이 또는 뇌와 척수를 덮는 세 개의 수막층 중 하나인 지주막에서 발생할 수 있다. 원발성 지주막 낭종은 선천성 질환인 반면 이차 지주막 낭종은 두부 손상이나 외상의 결과이다. 원발성 낭종의 대부분의 경우는 유아기에 시작된다. 그러나 발병은 청소년기까지 지연될 수 있다.

## 같이 보기
- 뇌종양
- 척수공동증
- 고프로락틴혈증
- 수두증